# 尿激酶受体
尿激酶受体（英語：Urokinase receptor，或称为尿纤溶酶原激活物受体，缩写uPAR,也称为CD87，Cluster of Differentiation 87，分化簇87）是一种多结构域糖蛋白，通过糖磷脂酰肌醇（GPI）锚定在细胞膜上，最初被鉴定为尿激酶（尿纤溶酶原激活物，uPA）在细胞表面的饱和结合位点。uPAR在多种癌细胞表明都有发现。